# Haikî, Radîvîliv
Haikî (în ucraineană Гайки) este un sat în comuna Krupeț din raionul Radîvîliv, regiunea Rivne, Ucraina.

## Demografie
Componența lingvistică a localității Haikî
     Ucraineană (95,45%)
     Rusă (4,55%)
Conform recensământului din 2001, majoritatea populației localității Haikî era vorbitoare de ucraineană (95,45%), existând în minoritate și vorbitori de rusă (4,55%).